# إدوارد أ. مكارثي
إدوارد أ. مكارثي (بالإنجليزية: Edward A. McCarthy)‏ هو كاهن كاثوليكي أمريكي، ولد في 10 أبريل 1918 في سينسيناتي في الولايات المتحدة، وتوفي بنفس المكان في 7 يونيو 2005.